# Judit y su doncella (Gentileschi, Detroit)
Para el cuadro expuesto en Florencia, véase Judit y su doncella (Gentileschi, Florencia).
Judit y su doncella (en italiano, Giuditta e la sua ancella) es un cuadro pintado al óleo sobre lienzo que mide 182,2 cm de alto por 142,2 cm de ancho, realizado entre 1625 y 1627 por la pintora italiana Artemisia Gentileschi. Se conserva en el Detroit Institute of Arts.

## La obra
El tema bíblico de Judit y Holofernes fue tratado en numerosas ocasiones por Artemisia Gentileschi, sea en la versión más dramática del acto de la decapitación, sea, como en este cuadro, cuando Judit y su doncella se aprestan a huir de la tienda del general asesinado y del campo enemigo.
El mismo sujeto, las dos mujeres que están en trepidación, atentas a escoger el momento de la huida, ya lo había pintado Artemisia durante su periodo florentino, en una Judit y su doncella que se guarda en el Palacio Pitti de Florencia.
En este lienzo de Detroit la pintora, que había regresado a Roma, prueba - como siempre ocurrió en el curso de los traslados que caracterizaron su vida - de saberse adaptar a las novedades estilísticas que tenían lugar. Entre las novedades de relieve, sobre todo en la obra de los pintores nórdicos que estaban en Roma siguiendo las huellas de Caravaggio, Artemisia pudo coger la interpretación del tenebrismo caravagesco a través de la representación de escenas nocturnas, aclaradas solo por la luz de una vela. En este género destacaron sobre todo Gerrit van Honthorst (rebautizado en Roma como «Gerardo delle Notti» (Gerardo de las Noches) y de aquel pintor que pocos años ha era conocido como el «Maestro de la luz de la vela», hoy identificado con Trophime Bigot. 
El cuadro es considerado entre los empeños artísticos más exitosos de la pintora romana. Las dos mujeres se mueven con perfecta comprensión: la doncella arrodillada envuelve - con gestos mecánicos y dirigiendo la mirada a otro lugar - la cabeza de en un lienzo que deberá llevar consigo; Judit, con su elegante ropa de seda amarilla y la cabeza adornada de joyas, debe esconder la espada con la que ha matado al general enemigo, y parece, con una mano, querer ocultar el rostro de la luz de la vela, casi para proteger la huida.
Artemisia Gentileschi tuvo en vida fama de saber pintar con gran maestría bodegones; pero hoy en día no se conocen cuadros suyos pertenecientes a ese género. Hay que deducir su habilidad de los detalles de los objetos que acompañan a sus cuadros. en este caso, signo de un gusto exquisitamente barroco, la empuñadura finamente labrada de la espada (más exacto sería hablar de cimitarra) y el guantelete de la armadura que Holofernes, desvistiéndose, ha puesto sobre la mesilla, junto al candelero.